# Jan Hope

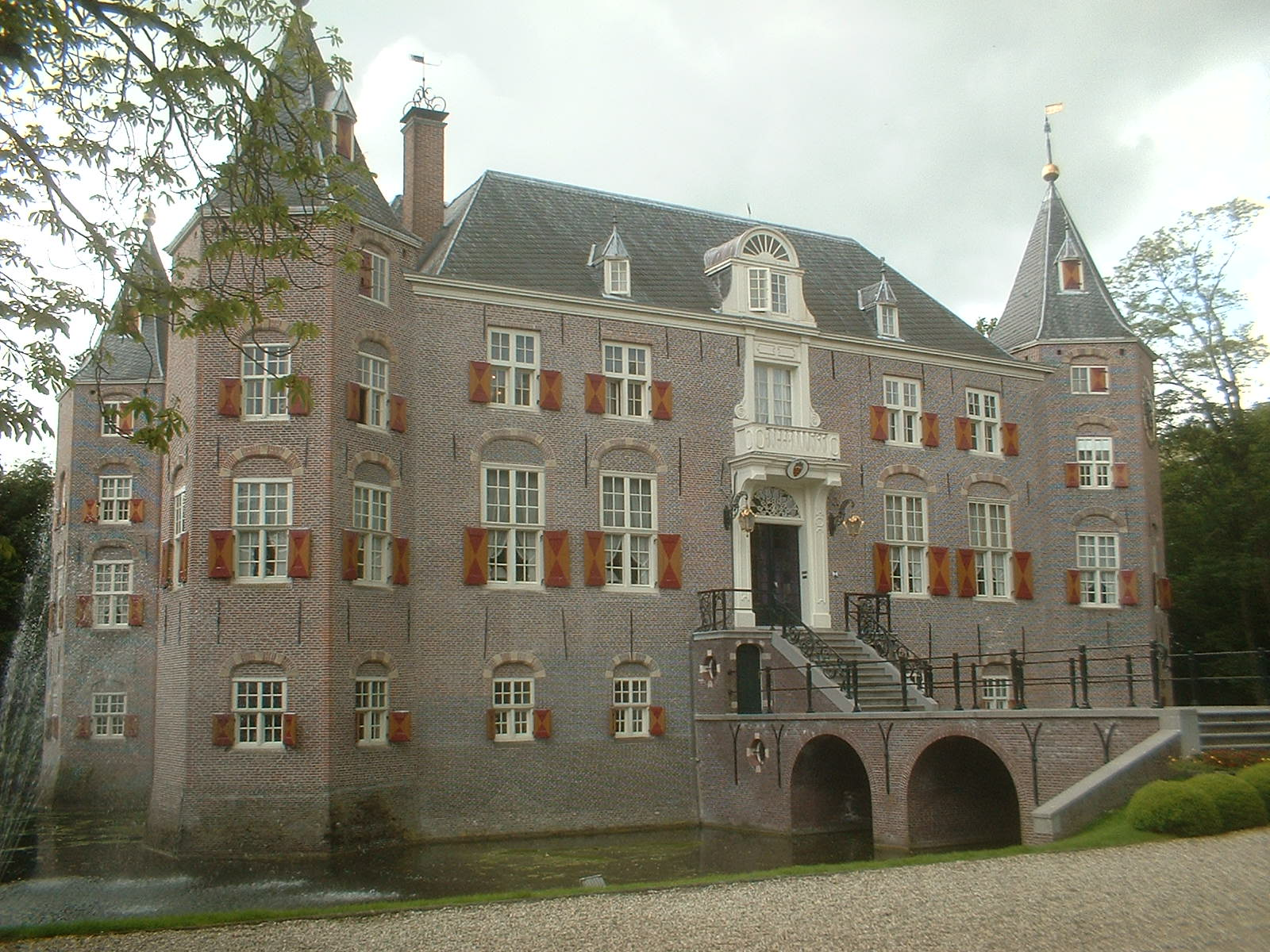
Castello di Nederhorst, a Nederhorst den Berg.

John Hope (14 febbraio 1737 – 1784) noto anche come Jan Hope, fu un banchiere olandese, figlio di Thomas Hope e Margaretha Marcelis. Cugino di primo grado di Henry Hope, fu padre di Thomas Hope e seguace dell'illuminismo scozzese. Oggi è meglio conosciuto per il suo Groenendaal Park a Heemstede, nei Paesi Bassi, dove trascorse dal 1767 alla sua morte nel 1784.

## Primi anni
Jan era figlio unico, nato ad Amsterdam nella famiglia bancaria Hope di Rotterdam e Amsterdam. Suo padre Thomas Hope era stato il consigliere personale dello stadtholder Guglielmo V; sua madre era figlia del ricco mercante di Amsterdam Jan Marcelis. Originariamente battezzato come Jan nella chiesa mennonita, si fece battezzare come John nella chiesa riformata olandese all'età di 26 anni per diventare socialmente accettato nella reggenza di Amsterdam.
A differenza di suo cugino e socio in affari Henry, Jan voleva partecipare alle società olandesi alla moda che diffondevano attivamente l'illuminazione scozzese. Per questo aveva bisogno di un titolo e della religione giusta. Divenne membro della Società Olandese di Scienze e della Società Olandese di Lettere (lì fu presentato nientemeno che dal direttore stesso, David Ruhnken), ma solo dopo aver sposato Philippina Barbara van der Hoeven (1738-1790), figlia di un sindaco di Rotterdam, nel maggio 1763 e acquistò il castello Nederhorst den Berg per avere il relativo titolo. Jan e Philippina ebbero tre figli, Thomas Hope (1769-1831), Adrian Elias (1772-1834) e Henry Philip (1774-1839).

## Macchina del fuoco

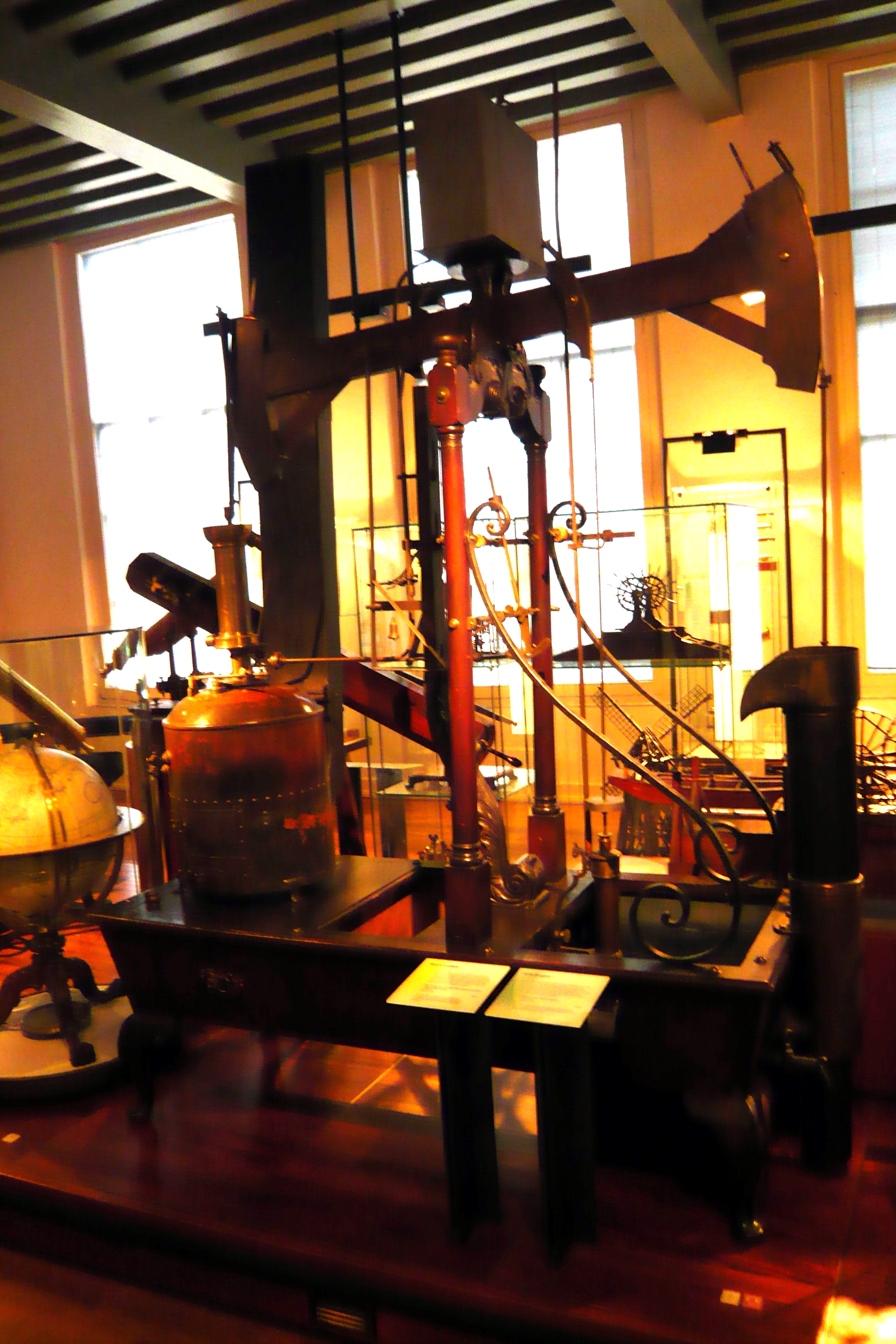
Modello del 1774 di motore a vapore a caldaia in rame di Leida, simile a quello costruito nel mulino a vento di John Hope nel 1781.

Dopo aver osservato la "macchina dei pompieri" esposta all'università di Leida, Jan scrisse a James Watt e Matthew Boulton e fece installare la sua "macchina dei pompieri", la prima macchina a vapore per un giardino, sull'alto terreno boschivo della sua casa estiva. Il parco da lui acquistato e ampliato si trovava su un'alta cresta sabbiosa di dune tra il Leidsevaart e il lago di Harlem. Usò la macchina a vapore per pompare l'acqua nei suoi giardini, cosa molto insolita, dato che la maggior parte degli olandesi del suo tempo cercavano di scoprire modi per pompare l'acqua fuori dai luoghi. Il mulino a vento che aveva installato in precedenza si era rivelato incapace di fornire acqua a sufficienza nei giorni senza vento per il suo giardino riccamente piantato in stile inglese. Il motore a vapore fu installato nel 1781, e funzionò fino agli anni 20 dell'800. Nel 1842 fu distrutta, perché, curiosamente, non poteva più resistere alla caldaia a vapore molto più grande della stazione di pompaggio Cruquius in fondo alla strada.
Suo figlio Adrian Elias abbellì ulteriormente il Groenendaal Park, costruendo il Belevedere, una torre situato per un secolo sulla collina dietro il Vrijheidsbeeld (smantellato dopo la seconda guerra mondiale), e la Walvisbank, una panchina formata da ossa di balena. Entrambi possono essere visti su vecchie cartoline del parco Groenendaal.

## Attività bancaria
Jan visse e lavorò nell'azienda di famiglia, la Hope & Co. di Amsterdam, ma non con grande entusiasmo. A differenza di suo cugino, era più interessato alle sue tenute estive, ai titoli nobiliari e allo spettacolo. Suo cugino Henry lo assecondava e gli permise di ampliare la collezione d'arte familiare, usata per impressionare i clienti (spesso capi di stato stranieri). In questo modo il primogenito di Jan, Thomas Hope (1769-1831), divenne un conoscitore della decorazione d'interni neoclassica, il secondogenito un giardiniere innovativo e il terzogenito un collezionista di gemme e specialista di gioielli. I cugini Hope furono responsabili della costruzione dei parchi Groenendaal ad Heemstede e Hout ad Haarlem, i due più grandi parchi cittadini della zona.
Dopo la morte di Jan Hope nel 1784, i ragazzi vennero cresciuti dalla madre, la quale conservò la proprietà di Heemstede Bosbeek e vi accolse i visitatori per vedere i giardini con le numerose stravaganze e la sua grande collezione d'arte. Dopo la sua morte, i ragazzi vennero tutelati da Henry Hope, e quando egli fuggì dal paese nel 1794, portò i ragazzi con sé e quanta più arte portarono a Londra. Le tenute Heemstede e Haarlem furono lasciate nelle mani del figlio adottato di Henry Hope, John Williams Hope, così come l'ufficio bancario di Amsterdam. Successivamente solo Adrian Elias tornò nei Paesi Bassi, passando il resto della sua vita a lavorare nei giardini di Groenendaal e Bosbeek.